# Batalha de Demetritzes
A Batalha de Demetritzes foi travada em 1185 entre o exército bizantino e os ítalo-normandos do Reino da Sicília, que haviam acabado de saquear Tessalônica, a segunda maior cidade do Império Bizantino. O exército normando avançou para leste e se encontrou com os bizantinos liderados por Aleixo Branas perto de Demetritzes. Um breve período de enfrentamento no que foi virtualmente uma trégua entre as duas forças se seguiu, mas, em 7 de novembro, Aleixo lançou um ataque surpresa sobre os normandos e os destruiu completamente. Perseguidos pelos bizantinos, os sobreviventes fugiram para Tessalônica, que foi então abandonada sem luta pelos invasores. O resto do exército normando fugiu para Dirráquio, na costa do Adriático, encerrando assim a fracassada tentativa siciliana de conquistar o Império Bizantino.